# Nazionale femminile di beach soccer dell'Italia
La nazionale femminile di beach soccer dell'Italia è la selezione femminile italiana di beach soccer, facente parte del Club Italia in seno alla Federazione Italiana Giuoco Calcio.
Viene istituita nel 2021, a distanza di diciassette anni dall'istituzione della formazione maschile, e la sua guida tecnica viene affidata a Emiliano Del Duca, già selezionatore dei maschi.
La squadra può vantare un secondo posto alla sua prima partecipazione ad un Campionato europeo, nel 2022.

## Lista dei commissari tecnici
- 2021-  Emiliano Del Duca

## Rosa attuale
Lista delle 12 giocatrici convocate alla Euro Beach Soccer League del 2024.
| N. |                   | Ruolo | Calciatore         |
| -- | ----------------- | ----- | ------------------ |
| 1  | Italia (bandiera) | P     | Martina Galloni    |
|    | Italia (bandiera) | D     | Alice Ferrazza     |
|    | Italia (bandiera) | D     | Debora Naticchioni |
|    | Italia (bandiera) | D     | Taina Dos Santos   |
|    | Italia (bandiera) | C     | Azzurra Massa      |
|    | Italia (bandiera) | C     | Fabiana Vecchione  |

| N. |                   | Ruolo | Calciatore         |
| -- | ----------------- | ----- | ------------------ |
|    | Italia (bandiera) | C     | Silvia Nietante    |
|    | Italia (bandiera) | C     | Melania Pisa       |
|    | Italia (bandiera) | C     | Veronica Privitera |
|    | Italia (bandiera) | C     | Teresa Penzo       |
|    | Italia (bandiera) | A     | Roberta Illiano    |
|    | Italia (bandiera) | P     | Alessia Parnoffi   |

CT: Emiliano Del Duca

## Palmarès
- Secondo posto all'Euro Beach Soccer League: 1

2022

## Statistiche dettagliate sui tornei internazionali
La nazionale femminile di beach soccer dell'Italia ha ottenuto i seguenti piazziamenti nei vari tornei disputati.

### Europei
| Anno      | Luogo  | Piazzamento   | V | V+ | P | Gol   |
| --------- | ------ | ------------- | - | -- | - | ----- |
| EBSL 2022 | Italia | Secondo posto | 5 | 0  | 2 | 29:14 |
| EBSL 2023 | Italia | Quinto posto  | 3 | 0  | 1 | 23:15 |
| EBSL 2024 | Italia | Quarto posto  | 3 | 0  | 2 | 11:5  |

### Giochi europei
| Anno | Luogo   | Piazzamento  | V | V+ | P | Reti |
| ---- | ------- | ------------ | - | -- | - | ---- |
| 2023 | Polonia | Quinto posto | 0 | 1  | 2 | 4:4  |